# 李世泉
李世泉（1890?—?），浙江嵊县甘霖东王村人，越剧男演员，越剧创始人之一。其弟为李茂正。早年以落地唱书为生，擅唱书目有《双金花》、《赖婚记》等。1906年，与高炳火等试演越剧。3月27日，与李茂正等演出《双金花》，为越剧史上首次正式演出。他参与成立了越剧第一个戏班。